# Ivan Štampach
Ivan Odilo Štampach (též Ivan O. Štampach; * 18. února 1946, Praha) je český religionista, teolog a vysokoškolský pedagog, jeden ze zakladatelů a bývalý člen Křesťansko-sociální platformy ČSSD. Od roku 2000 působil na Univerzitě Pardubice jako docent na katedře religionistiky, nyní[kdy?] zde působí jako externí vyučující, od roku 1997 působí také na IES v Praze.
Roku 1983 byl Ivan Štampach tajně vysvěcen na římskokatolického kněze a později vstoupil do dominikánského řádu, kde přijal jméno Odilo. Od července 1999 působil jako duchovní v pražské farnosti Starokatolické církve, čímž z hlediska římskokatolické církve upadl do exkomunikace. V této církvi působil jako výpomocný kněz pouze do dubna 2002, v současné době se nadále hlásí ke křesťanství, jako duchovní nepůsobí v žádné církvi.
Jako badatel se věnoval mimo jiné novým náboženským hnutím, ekumenismu a mezináboženskému dialogu, spiritualitě a metodologii religionistiky.

## Život
Narodil se jako potomek amerického vojáka, přítomného roku 1945 v západních Čechách, a záhy po narození byl adoptován českými rodiči do rodiny navazující na staletou tradici.
Narodil se v Praze; žil v letech 1946 až 1948 v Plzni, poté v Trenčíně na Slovensku, kde 1963 až 1967 studoval učitelství 2. stupně ZDŠ na Pedagogické fakultě Univerzity Komenského v Bratislavě se sídlem v Trnavě, 1968 až 1970 dálkově filosofii a pedagogiku na Filozofické fakultě Univerzity Jana Evangelisty Purkyně v Brně. Roku 1970 byl ze studia vyloučen „za přípravu na opuštění republiky a přípravu na podvracení republiky“ a vězněn v Bratislavě a Ilavě do roku 1974, pak se vrátil do Prahy, kde pracoval ve výpočetním středisku.
V roce 1978 vstoupil do privátního spolku Societas Incognitorum Eruditorum In Terris Austriacis (první učená společnost toho jména existovala v Olomouci 1746 - 52) a postupně se stal jedním z jeho nejpřednějších členů. SIE (12 - 18 přátel, převážně absolventů FFUK a MFFUK) od května 1976 do prosince 1988 vydávala v rozsahu nad sto hustě popsných stránek (řádkování 1) strojopisný kulturně-politický měsíčník Acta incognitorum. (Dnes[kdy?] v Libri Prohibiti J. Gruntoráda.) Společnost už periodikum nevydává, pouze některé její členy lze i po Listopadu označit za publicisty (I. Štampach, J. Cieslar, J. Hozák, L. Křížek, P. Pavlovský, S. Pavlovská). Jinak ale existuje dodnes[kdy?] a pravidelně se schází, ovšem už nikoli pracovně.
V letech 1978 až 1983 tajně studoval teologii, ukončení studia později potvrdil dominikánský řád. Na kněze byl vysvěcen v Berlíně roku 1983 kardinálem Meisnerem. Teologii v letech 1982–1989 učil v tajných kurzech a publikoval v samizdatových časopisech (Teologické texty, Sursum a Acta incognitorum). Roku 1987 vstoupil do dominikánského řádu, přijal řádové jméno Odilo.
Od roku 1990 zahájil veřejnou pedagogickou činnost. Roku 1992 získal licenciát teologie na Papežské teologické akademii v Krakově (práce Nástin ekumenické teologie) a roku 1994 doktorát teologie na Papežské teologické fakultě v Poznani, jeho disertační práce byla Život, Duch a všechno. Duchovní směry nového věku. Na Cyrilometodějské teologické fakultě Univerzity Palackého v Olomouci se habilitoval roku 1996 (práce Náboženství v dialogu).
V polovině 90. let se Ivan Štampach profiloval jako výrazný kritik kurzu římskokatolické církve. Roku 1996 neprodloužilo tehdejší vedení za rektorování Václava Volfa Katolické teologické fakulty UK Štampachovi učitelskou smlouvu. V letech 1998 až 2000 byl spolu s brněnským historikem Jiřím Hanušem a publicistkou Hanou Holcnerovou mluvčím iniciativy Kairos 98. V této funkci ho v roce 2000 vystřídal sociolog Jan Spousta.
28. června 1999 požádal o přijetí mezi duchovní starokatolické církve, starokatolická církev jeho žádost přijala. Ve veřejnou známost to vešlo 9. července téhož roku, o 13 dnů později byl oficiálně představen jako starokatolický duchovní. 29. července proto Damián Němec, provinciál české provincie dominikánů, vydal dekret, v němž konstatoval, že se bratr Štampach svým činem dopustil deliktu schizmatu, čímž automaticky upadl do exkomunikace, automaticky byl propuštěn z dominikánského řádu a ztratil pravomoci plynoucí z jeho kněžského svěcení. Od července 1999 byl členem starokatolické církve, do dubna 2002 jako výpomocný duchovní při kapli sv. Máří Magdalény v Praze. Od října 1999 do roku 2002 byl členem synodní rady starokatolické církve.
V roce 1991 se stal Štampach členem zednářské Velké lóže České republiky. Ke svému členství v lóži se veřejně hlásil. O zednářství a podobná hnutí se dlouhodobě zajímá i jako religionista.
Zastával řadu akademických a veřejných funkcí: je předsedou Společnosti pro studium sekt a nových náboženských směrů, členem předsednictva Českého helsinského výboru a místopředsedou správní rady nadace Světový Étos - Centrum Prokopios. V parlamentních volbách v červnu 2002 byl jako nestraník lídrem kandidátky Strany zelených v Pardubickém kraji. Byl členem Křesťansko-sociální platformy ČSSD. Byl také jedním z mluvčích iniciativy ProAlt.
Od roku 1990 Ivan Štampach učil na řadě vysokých a vyšších odborných škol. Mimo jiné v letech 1990 až 1996 učil na Katolické teologické fakultě UK kurs fundamentální teologie, od roku 1995 na Vyšší sociálně-pedagogické a teologické škole Jabok religionistiku, od roku 1996 dosud na Evangelické teologické fakultě UK v Praze religionistická témata v rámci studia Teologie křesťanských tradic, od roku 2000 působil na Univerzitě Pardubice, naposledy jako docent na tehdejší katedře religionistiky.
Po přemístění Literárních novin jejich šéfreraktorem Jakubem Patočkou do Brna v roce 2000 (v rozporu s částí redakce, která pak v Praze ustavila dvoutýdeník A2) stal se členem výboru Společnosti pro Literární noviny, která tento týdeník vydávala.

## Odborné a názorové zaměření

### Religionistika
Ve své pedagogické a publikační činnosti reflektuje především současnou žitou religiozitu. Religionistika je v jeho pojetí hermeneutikou znakových struktur chápaných jako náboženské, jakož i reflektovaným a nutně omezeným sdílením náboženské zkušenosti. Dává přednost fenomenologii náboženství před pouhou deskripcí a komparací religiózních faktů. V tomto smyslu se věnuje i metodologii religionistiky jako oboru. Sleduje mimo jiné témata:
- vztah spirituality a institucionalizovaného náboženství
- dialog mezi náboženstvím a profánní kulturou (filosofií, uměním, politikou, vědami)
- vztah religionostiky, filosofie a teologie
- nová religiozita
- mezináboženské vztahy (hlubinný ekumenismus, sdílená náboženská identita, interspiritualita, intrareligiózní dialog)
- náboženské autority včetně náboženského sektářství
- vnitrokřesťanský ekumenismus
- alternativní křesťanství
- metodologie religionistiky, například definice náboženství, třídění náboženských fenoménů

### Filosofie
Kloní se k nedualistickému personalismu, inspirací jsou mu mimo jiné Emmanuel Mounier, Jean Lacroix, Nikolaj Berďajev, Pavel Florenskij, z českých filosofujících autorů částečně Vladimír Hoppe, Zdeněk Neubauer, Petr Vopěnka, Karel Floss. Chápe myšlenkový odkaz Rudolfa Steinera jako metodu přístupu ke skutečnosti, nikoli jako soubor dogmat; jeho pozdější texty čte ve světle Filosofie svobody. Ze současných myslitelů této linie oceňuje a studuje tyto: Massimo Scaligeri, Georg Kühlewind a Christian Bamford. Sleduje s kritickým zájmem též zejména tyto stoupence perennialismu: Frithjof Schuon, Titus Burckhardt, Seyyed Hosein Nasr. Jako publicista se věnuje i politickým tématům. Hlásí se k sociálně a ekologicky orientované politice, k socialismu v demokratickém a liberálním rámci.

### Náboženství
Ani po odchodu z profesionální církevní činnosti není v osobním životě vůči náboženství neutrální. Hlásí se k žité široce pojaté katolické tradici, k radikálnímu, občansky a sociálně angažovanému křesťanství, ke hlubinnému sdílení s jinými náboženstvími. Sleduje linii sofiálního a mystického křesťanství, jakož i křesťanské teosofie (např. Jakob Böhme a Louis Claude de St.Martin)[zdroj⁠?!] a je spřízněn rovněž s antroposofií.[zdroj?]
Věnuje osobní zájem buddhismu.